# Burg Brotterode
Die Burg Brotterode ist eine abgegangene hochmittelalterliche Befestigung auf einem nach Süden in das Tal vorspringenden Bergsporn bei Brotterode im Landkreis Schmalkalden-Meiningen im Thüringer Wald.

## Lage
Die Burgstelle der Spornburg befindet sich am westlichen Stadtrand auf dem Burgberg bei 591 m ü. NN. Sie ist von dort über ausgeschilderte Wege rasch zu erreichen. Das Gelände erstreckt sich in Gipfellage  unter Wald.

## Beschreibung
Die Anlage  wurde auf drei Seiten durch teils natürlichen Steilabfall und im Norden durch eine noch erkennbare Wall-Graben-Befestigung gesichert, der Steilabfall nach Süden ist noch als Felsmassiv erkennbar. Die Ausdehnung in Nord-Süd-Richtung beträgt 150 m, in Ost-West-Richtung 15 bis 30 m. Der Kern der Anlage (Wohnbebauung) nutzte vermutlich den südlichen Teil des Gipfelplateaus. Ein kleines, 20 × 25 m in der Ausdehnung messendes Plateau wird von einem schwach erkennbaren Schutzwall im Osten  und Norden eingefasst; heute befindet sich an gleicher Stelle ein Rastplatz. Verschiedentlich trifft man auf kleine Grubenreste, die wohl als Steinbruch genutzt worden sind.

## Geschichte

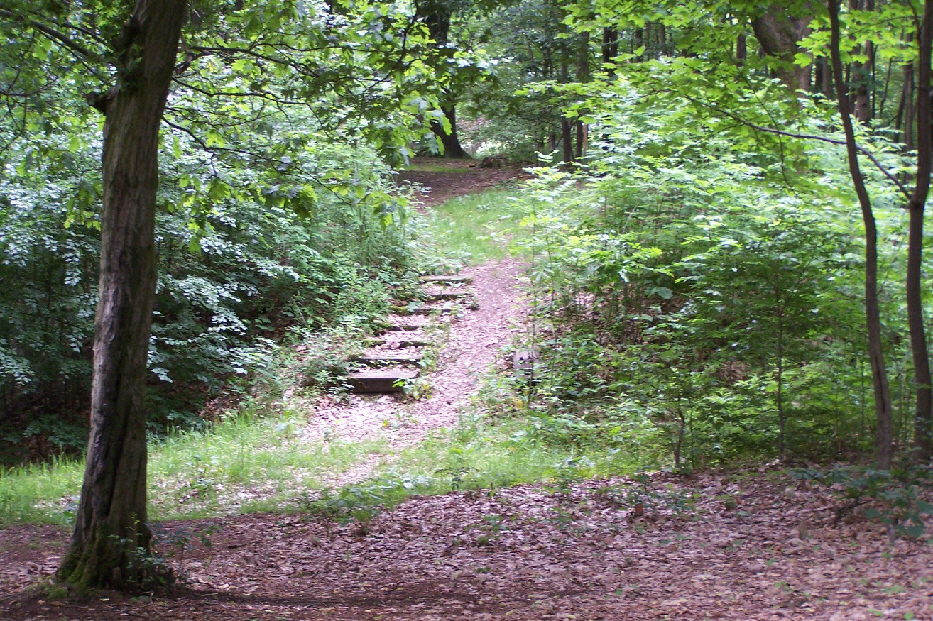
Nördlicher Graben

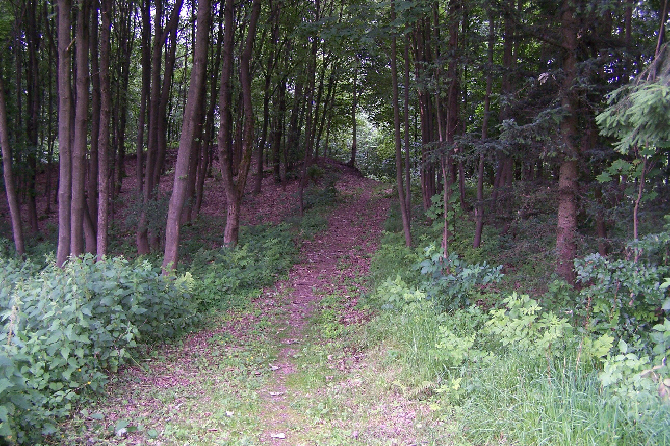
Innerer Wallzug

Die Burg wurde als eine Befestigungsanlage der Thüringer Landgrafen erwähnt und soll bereits in der Zeit um 1050 entstanden sein. Ihre Erbauungszeit, Nutzung und Zerstörung stehen unmittelbar im Zusammenhang mit dem Ausbau der landgräflichen Machtposition am Rennsteig, insbesondere auch mit dem Schutz von frühen Bergwerken. Die Burgstelle ist heute ein geschütztes Bodendenkmal. Das betreffende Gelände wird forstwirtschaftlich genutzt.